# آینووا، پیرنه-آتلانتیک
آینووا (به فرانسوی: Ainhoa) یک کمون در فرانسه است که در پیرنه-آتلانتیک واقع شده‌است.

## خصوصیات
آینووا ۱۶٫۱۹ کیلومترمربع مساحت و ۶۸۳ نفر جمعیت دارد و ۱۲۰ متر بالاتر از سطح دریا واقع شده‌است.